# Gordon Ramsay: Étterem életre-halálra
A Gordon Ramsay: Étterem életre-halálra televíziós műsor volt a Channel 4 csatornán, műsorvezetője Gordon Ramsay. A sorozat folyamán brit éttermek mérkőztek meg egymással a „Ramsay legjobb étterme” címért. Az egymással mérkőző, kezdetben 16 éttermet egy 12 ezer Channel 4 néző részvételével megtartott szavazáson választották ki.
A verseny első fázisában az azonos típusú konyhát vivő éttermek nyolc párban mérkőztek meg egymással. Ezt követően a győztesek a középdöntőkben mérték össze tudásukat, végül pedig megrendezésre került a döntő, két étterem részvételével. A tervek szerint a műsor 12 epizódból állt volna össze, végül 9 epizódot vetítettek le, 2010 szeptembere és novembere között.
A 2010. november 9-én sugárzott döntőből a bristoli Michelin csillagos étterem, a Casamia került ki győztesen, a második helyezett pedig a bradfordi indiai vegetáriánus étterem, a Prashad lett.

## Formátum
Az első fázisban az azonos típusú konyhát vivő éttermek három teszten estek át:
- Ebédet kellett biztosítaniuk 30 vendégnek úgy, hogy a megrendelt fogásokat egyszerre szolgálják fel. Minden vendéget két órán belül ki kellett szolgálni ahhoz, hogy a feladat sikeresnek legyen mondható.
- Titkos látogatók (Simon Davis vagy Saran Durdin-Robertson) érkeztek az étterembe, hogy megvizsgálják a kiszolgálást és a fogásokat. Nehéz vendég szerepét játszották, hogy lássák, hogyan kezelik az éttermek a váratlan helyzeteket és a különleges igényeket.
- A főszakácsoknak – Gordon Ramsay által választott alapanyagokból – össze kellett állítaniuk egy fogást a Royal Hospital Road nevű Ramsay étteremben. Az ételt saját személyzetük és VIP vendégek részére szolgálták fel. Ramsay minden ételt megkóstolt, és ennek alapján döntötte el, hogy ki legyen az epizód nyertese.

A negyeddöntőkben minden csapat egy titkos látogatáson esett át, a látogató(k) az étel és a kiszolgálás minőségét vizsgálták. A nyolc negyeddöntősből az eredmények alapján négy étterem kiesett.
A középdöntőkben Ramsay, Angel Hartnett és Simon Davis meglepetésszerű látogatásokat eszközölt egy-egy étkezés erejéig a versenyzők éttermeiben (néhány esetben 90 perces időkorláttal), szintén az étel és a kiszolgálás minőségét vizsgálták. A látogatások időpontjában egy másik, titkos látogatócsoport érkezett az étterembe, így ellenőrizték azt, hogy a minőség minden vendég esetében azonos-e. Ezután minden versenyző csapat kapott egy-egy étteremteret London északi részén, valamint 2000 fontot, és egy idegenvezetést Ramsay kedvenc friss alapanyagokat biztosító bevásárlóhelyein. A csapatok feladata volt az üres étterem-területek berendezése is, amelyeket egyetlen estére nyitottak meg, ún. pop-up, ideiglenes étteremként. A vendégek az ételek minősége alapján fizettek a vacsoráért. Ramsay két csapatot tartott versenyben a négy középdöntősből az este eredményei alapján.
A döntőben a két talpon maradt csapat a Petrus nevű Ramsay étteremben főzött változatos vendégkör részére, amelyben helyet foglaltak a korábban kiesett éttermek főszakácsai és személyzete is. A döntősök három fogásos menüt készítettek, miközben Angela Hartnett, Simon Davis és Sarah Durdin-Robertson a konyhában elhelyezett asztaluktól figyelték őket. A fogások megkóstolása, a vendégek véleményének megtudakolása, és a konyhában helyet foglaló szakértők véleménye alapján Ramsay kiválasztotta a győztes éttermet.

## Epizódok
A győztes étterem
| #  | Eredeti sugárzási időpont | Nézők száma | Konyha  | Éttermek             | Helyszín                  | Weboldal                                                                         |
| -- | ------------------------- | ----------- | ------- | -------------------- | ------------------------- | -------------------------------------------------------------------------------- |
| 1. | 2010. szeptember 14.      | 1,85 millió | olasz   | Casamia              | Westbury-on-Trym, Bristol | casamiarestaurant.co.uk                                                          |
| 1. | 2010. szeptember 14.      | 1,85 millió | olasz   | Mennula              | Fitzrovia, London         | mennula.com                                                                      |
| 2. | 2010. szeptember 21.      | 1,91 millió | indiai  | Prashad              | Bradford                  | prashad.co.uk                                                                    |
| 2. | 2010. szeptember 21.      | 1,91 millió | indiai  | Brilliant Restaurant | Southall, London          | brilliantrestaurant.com                                                          |
| 3. | 2010. szeptember 28.      | 1,57 millió | kínai   | Yu and You           | Blackburn                 | yuandyou.com                                                                     |
| 3. | 2010. szeptember 28.      | 1,57 millió | kínai   | Kai                  | Mayfair, London           | kaimayfair.co.uk                                                                 |
| 4. | 2010. október 5.          | 1,54 millió | angol   | The West House       | Biddenden                 | thewesthouserestaurant.co.uk                                                     |
| 4. | 2010. október 5.          | 1,54 millió | angol   | The Milestone        | Sheffield                 | the-milestone.co.uk Archiválva 2013. április 22-i dátummal a Wayback Machine-ben |
| 5. | 2010. október 12.         | 1,69 millió | thai    | Mango Tree           | Belgravia, London         | mangotree.org.uk Archiválva 2013. március 6-i dátummal a Wayback Machine-ben     |
| 5. | 2010. október 12.         | 1,69 millió | thai    | Nahm Jim             | St. Andrews               | nahm-jim.co.uk                                                                   |
| 6. | 2010. október 19.         | nincs adat  | francia | La Garrigue          | Edinburgh                 | lagarrigue.co.uk                                                                 |
| 6. | 2010. október 19.         | nincs adat  | francia | Winteringham Fields  | Winteringham              | winteringhamfields.co.uk                                                         |
| 7. | 2010. október 26.         | nincs adat  | afrikai | Azou                 | Hammersmith, London       | azou.co.uk                                                                       |
| 7. | 2010. október 26.         | nincs adat  | afrikai | Momo                 | Mayfair, London           | momoresto.com                                                                    |
| 8. | 2010. november 2.         | nincs adat  | spanyol | Fino                 | Fitzrovia, London         | finorestaurant.com                                                               |
| 8. | 2010. november 2.         | nincs adat  | spanyol | El Pirata De Tapas   | Notting Hill, London      | elpiratadetapas.co.uk                                                            |

## Végső eredmények
A győztes étterem
| Negyeddöntők        | Középdöntők   | Döntő   |
| ------------------- | ------------- | ------- |
| Casamia             | Casamia       | Casamia |
| Yu and You          | Casamia       | Casamia |
| Nahm Jim            | Fino          | Casamia |
| Fino                | Fino          | Casamia |
| Azou                | The Milestone | Prashad |
| The Milestone       | The Milestone | Prashad |
| Prashad             | Prashad       | Prashad |
| Winteringham Fields | Prashad       | Prashad |

## Fordítás
Ez a szócikk részben vagy egészben  a   Ramsay's Best Restaurant című angol Wikipédia-szócikk fordításán alapul.  Az eredeti cikk szerkesztőit annak laptörténete sorolja fel. Ez a jelzés csupán a megfogalmazás eredetét és a szerzői jogokat jelzi, nem szolgál a cikkben szereplő információk forrásmegjelöléseként.